# Auguste Marmont
Auguste Frédéric Louis Viesse de Marmont (Châtillon-sur-Seine, Regne de França, 20 de juliol de 1774 - Venècia, Regne Llombardovènet, 2 de març de 1852) fou un militar francès que arribà a mariscal.
Entrà en el cos d'artilleria, i al setge de Toló conegué a Napoleó Bonaparte, al que s'adherí amb entusiasme, acompanyant-lo el 1796 com ajudant en la campanya d'Itàlia i en la d'Egipte de 1798. Tornà amb ell a França, sent ja general (1799), donà suport al cop d'estat de brumari i després fou membre del Consell d'Estat de França.
En la campanya de 1800, a Itàlia, tingué el comandament de l'artilleria, i després de la batalla de Marengo, fou ascendit a general de divisió. Encarregat de la defensa de la República de Ragusa contra els russos i montenegrins, derrotà el 31 d'octubre de 1807 a aquells a Castelnuovo i governà el país amb gran intel·ligència fins al 1809, aconseguint com a premi el títol de duc de Ragusa.
El 10 d'octubre de 1809 derrotà els austríacs a Znaim; estant encara en el camp de batalla, fou nomenat mariscal de França. Després d'ocupar durant any i mig el lloc de governador d'Il·líria, l'emperador li conferí el 1811 el govern de Portugal en lloc de Masséna. El 22 de juliol de 1812 Marmont presentà a Wellington l'atziac de la batalla dels Arapiles, en la que una bala li'n trencà el braç dret, i no pogué impedir que el general anglès s'apoderés de Ciudad Rodrigo.

Escut de la família Marmont

Encara no guarit del tot, el 1813 s'encarregà del comandament del sisè cos d'exèrcit, al front del qual guerrejà en les batalles de Lützen, Bautzen, Dresden i el 16 d'octubre a Mockern. També el 1814 defensà amb persistència la part oest de París, però per fi hagué de capitular i amb les seves tropes es retirà a Essonnes, prop de Fontainebleau, des d'on entaulà negociacions amb el govern provisional i amb els aliats, encaminades a salvar la corona pel rei de Roma, mitjançant l'abdicació de Napoleó. Això fou interpretat per Napoleó i els bonapartistes com una traïció.
Lluís XVIII el confirmà en els seus honors i càrrecs. En les seves possessions de Chantillon establí una foneria de ferro, i figurà sovint com a orador en el Senat. El 16 de juliol de 1830, Carles X de França li donà el comandament de la primera divisió militar, però Marmont assolí reprimir la insurrecció de la capital i es retirà la nit del 29 amb 6.000 suïssos i els pocs batallons que havien romàs fidels. Junt amb Carles X marxà a l'estranger i viatjà per Anglaterra, Espanya, Rússia i Turquia. Els seus últims anys els passà el mariscal a Viena i Venècia, i fou enterrat en la seva vila nadiua.
Les seves Relacions de viatge a Hongria, Transsilvània, Rússia meridional, etc., es publicaren en sis volums (París, 1837); a més, mereixen citar-se entre els seus escrits: Esprit des institutions militaires (París, 1845; en alemany, Berlín, 1845). Després de la seva mort es publicaren les seves Memòries, que contenent dades molt precioses, però que foren atacades per les seves inexactituds i desviada interpretació dels fets (París, 1856-1857, 9 vol.). Contra aquestes va escriure P. M. Laurent una Réfutation (París, 1853)